# Hines, Oregon
Hines, Oregon (енгл. Hines) град је у америчкој савезној држави Орегон.

## Демографија
По попису из 2010. године број становника је 1.563, што је 60 (-3,7%) становника мање него 2000. године.
| Група             | 2000.         | 2010.         |
| Белци             | 1.513 (93,2%) | 1.451 (92,8%) |
| Афроамериканци    | 2 (0,1%)      | 4 (0,3%)      |
| Азијати           | 9 (0,6%)      | 6 (0,4%)      |
| Хиспаноамериканци | 27 (1,7%)     | 49 (3,1%)     |
| Укупно            | 1.623         | 1.563         |